# Zwitterion

À esquerda, um aminoácido não-ionizado. À direita, na sua forma zwitteriônica. Ambos eletricamente neutros.

Zwitterion

Zwitterion (do alemão zwitter - "híbrido" + íon), também chamado sal interno ou íon dipolar, é um composto químico eletricamente neutro, mas que possui cargas opostas em diferentes átomos. O termo é mais utilizado em compostos que apresentam essa cargas em átomos não-adjacentes. Podem se comportar como ácidos ou bases, portanto são anfóteros. 
Os aminoácidos, por exemplo, se comportam tanto como ácidos por causa do grupo carboxila (-COOH) e também como bases por causa do grupo amino (NH2). Isso possibilita a reação da parte ácida com a parte básica, gerando um sal. Como ela se dá no mesmo composto, o sal formado é chamado de "sal interno".

## Aminoácidos

Um aminoácido contém ambos os centros ácidos (fragmento de acido carboxílico) e básicos (fragmento de amina). O isômero na direita é um zwitterion.

A existência dos aminoácidos na forma de zwitterions é fundamental para a existência de seres vivos, uma vez que estes compostos apresentam importância fundamental nas estruturas e funções das proteínas. Os zwitterions permitem a formação de ligações iônicas, pontes de hidrogênio e interações eletrostáticas, que são essenciais para a estabilidade das moléculas que formam as proteínas e também para a realização de diversas funções biológicas.
O equilíbrio é estabelecido em duas etapas. Em um estágio, um próton é transferido do grupo carboxila para uma molécula de água. 
H
2N(R)CO
2H
 + H
2O
  H
2N(R)CO–
2
 + H
3O+

No outro estágio, um próton é transferido do íon hidrônio para o grupo amina.
H
2N(R)CO–
2
 + H
3O+

 H
3N+
(R)CO–
2
 + H
2O

No geral, a reação é uma reação de isomerização.
H
2N(R)CO
2H
  H
3N+
(R)CO–
2

A razão das concentrações das duas espécies em solução é independente do pH, pois é igual ao valor da constante de equilíbrio K para a reação de isomerização.
{\displaystyle K=\mathrm {\frac {[H_{3}N^{+}(R)CO_{2}^{-}]}{[H_{2}N(R)CO_{2}H]}} }
[X] representa a concentração de compostos químicos X em equilíbrio. Foi sugerido, com base em analises teóricas que o zwitterion se estabiliza em solução aquosa por ligações de hidrogênio com moléculas de água como solventes.
Usando o zwitterion de histidina como exemplo, uma interação ânion-ânion do tipo ânion carboxilato-tetróxido foi descoberta pela primeira vez.